# Acer aetnense
Acer aetnense é uma espécie de árvore do gênero Acer, pertencente à família Aceraceae.